# Eilema moorei
Eilema moorei är en fjärilsart som beskrevs av John Henry Leech 1890. Eilema moorei ingår i släktet Eilema och familjen björnspinnare. Inga underarter finns listade i Catalogue of Life.